# Nyangete
Nyangete är ett periodiskt vattendrag i Burundi.   Det ligger i provinsen Muyinga, i den nordöstra delen av landet, 110 km öster om huvudstaden Bujumbura.
Omgivningarna runt Nyangete är en mosaik av jordbruksmark och naturlig växtlighet. Runt Nyangete är det ganska tätbefolkat, med 222 invånare per kvadratkilometer.